# Дельта-кільце
У математиці непуста сім'я множин {\displaystyle {\mathcal {R}}} називається δ-кільцем якщо вона є замкнутою щодо операцій об'єднання, доповнення і зліченного перетину:
1. {\displaystyle A\cup B\in {\mathcal {R}}} якщо {\displaystyle A,B\in {\mathcal {R}}}
2. {\displaystyle A-B\in {\mathcal {R}}} якщо {\displaystyle A,B\in {\mathcal {R}}}
3. {\displaystyle \bigcap _{n=1}^{\infty }A_{n}\in {\mathcal {R}}} якщо {\displaystyle A_{n}\in {\mathcal {R}}} для всіх {\displaystyle n\in \mathbb {N} }

Якщо виконуються лише перші дві умови, то {\displaystyle {\mathcal {R}}} є кільцем але не δ-кільцем. Тому можна дати означення, що δ-кільце є кільцем множин замкнутим щодо операції зліченного перетину.

## Приклади
- Кожне σ-кільце (і зокрема σ-алгебра) є δ-кільцем. Це випливає із співвідношення для множин: {\displaystyle \bigcap _{i=1}^{+\infty }A_{i}=A_{1}\setminus \bigcup _{i=2}^{+\infty }(A_{1}\setminus A_{i}).} Натомість, як показують приклади нижче, δ-кільце не обов'язково є σ-кільцем.
- Якщо X є нескінченною множиною, то сім'я всіх її скінченних підмножин є δ-кільцем але не σ-кільцем.
- {\displaystyle {\mathcal {K}}=\{S\subset {\mathcal {R}}\ :\ \mu (S)<\infty \ \},} де {\displaystyle \mu (S)} позначає міру Лебега є δ-кільцем. Це кільце не є σ-кільцем оскільки, наприклад, {\displaystyle \cup _{N=1}^{\infty }[0,N]} має нескінченну міру.
- Узагальнюючи попередній приклад, якщо (X, 𝒜, μ) є вимірним простором, то ті множини σ-алгебри 𝒜, міра яких є скінченною утворюють δ-кільце.

## Застосування у теорії міри
δ-кільце можна використовувати замість σ-алгебр у розвитку теорії міри якщо не допускається нескінченна міра.
Наприклад, традиційно у теоремі Каратеодорі про продовження, яка поширює міра, задану на кільці множин, до міри на породженій ним σ-алгебр, конструкція приводить до міри, яка не є скінченною. Якщо початкова міра є сигма-скінченною, можна альтернативно розглянути розширення на δ-кільце, породжене 𝒜, а не на σ-алгебру. При цьому не використовуватиметься значення + ∞ у визначенні міри. 
Якщо задано δ-кільце 𝒟 на множині X, то підмножина A  називається локально вимірною відносно 𝒟 якщо:
{\displaystyle \forall E\in {\mathcal {D}}\quad E\cap A\in {\mathcal {D}}.}
Клас локально вимірних множин відносно 𝒟 утворює σ-алгебру. Якщо задана скінченна міра μ на 𝒟, її можна поширити на міру на σ-алгебрі локально вимірних множин взявши для всіх A із цієї σ-алгебри:
{\displaystyle \mu (A)=\mathrm {Sup} \,\{\mu (B)\,\mid \,B\in {\mathcal {D}}\ \land \ B\subset A\}.}